# Èque
L’èque est une langue sabellique, éteinte, présumément parlée par les Èques, un peuple italique du nord-est du Latium antique et de l'Apennin central au Ve siècle av. J.-C..
Cette langue appartient au groupe ombrien des langues sabelliques.